# Grochów (województwo łódzkie)
Grochów – wieś w Polsce położona w województwie łódzkim, w powiecie kutnowskim, w gminie Nowe Ostrowy. Oddalona jest około 8 km od Kutna. 
W latach 1975–1998 miejscowość administracyjnie należała do województwa płockiego.
Wzmianki o wsi pojawiają się w dokumentach już w 1370 r.
Rzymskokatolicka parafia św. Tomasza Apostoła powstała ok. 1410.

## Zabytki
- mały drewniany kościół pod wezwaniem św. Tomasza Apostoła, który został wzniesiony w 1681 r. na miejsce poprzedniego, także drewnianego. Powstanie parafii datuje się na 1410 rok. Główny ołtarz w kościele to ołtarz Trójcy Świętej. Po jego prawej stronie znajduje się ołtarz św. Antoniego, a po lewej – ołtarz Matki Boskiej Śnieżnej. Wszystkie te ołtarze pochodzą z XVII wieku. Poza tym z tego okresu pochodzą także rzeźby barokowe: św. Sabiny, św. Bartłomieja i św. Rocha. Na uwagę zasługuje również gotycki kielich mszalny z 1453 roku oraz lichtarze z XVII wieku.
- dzwonnica wybudowana w XVII wieku, odbudowana pod koniec XIX wieku, stojąca obok kościoła
- dworek wybudowany w latach 1879–1880, jeszcze do końca XX wieku mieściła się tam szkoła podstawowa,
- park krajobrazowy z pierwszej połowy XIX wieku, w obrębie którego znajduje się pomnik przyrody: dąb szypułkowy.

Inne miejscowości o nazwie Grochów: Grochów, Grochowo, Grochów Szlachecki, Grochówka, Grochówek